# 耶律老哥
耶律老哥（?—?），元朝大臣，契丹人，元世祖时中书左丞。
耶律老哥的曾祖父是成吉思汗的开国功臣太师耶律阿海，祖父耶律绵思哥、父亲耶律买哥历任中都路也可达鲁花赤。元世祖至元年间，耶律老哥任提刑按察使。转任江南行台御史中丞。至元二十年（1283年）五月，耶律老哥转任中书参知政事。随后升为中书左丞。